# Franz Karl Achard
Franz Karl Achard (født 28. april 1753, død 20. april 1821) var en tysk (preussisk) kemiker, fysiker og biolog. Hans største opdagelse var produktionen af sukker fra sukkerroer.

## Fodnoter
1. ↑  Franz Karl Achard (engelsk), chemeurope.com, hentet 29. december 2022
2. ↑  Achard (1799) "Procédé d'extraction du sucre de bette" Arkiveret 17. december 2019 hos  Wayback Machine, Annales de Chimie, 32 : 163-168.
3. ↑  Wolff, G. (1953). "Franz Karl Achard, 1753–1821; a contribution of the cultural history of sugar". Medizinische Monatsschrift. 7 (4): 253-4. PMID 13086516.